# ولفی (ویرجینیای غربی)
ولفی (به انگلیسی: Wolfe) یک منطقهٔ مسکونی در ایالات متحده آمریکا است که در ویرجینیا واقع شده‌است. ولفی ۷۰۱٫۹۶ متر بالاتر از سطح دریا واقع شده‌است.